# Conception (Bahamas)
A Ilha Conception (em inglês: Conception Island) é um cayo, ou seja, uma pequena ilha, na zona central do arquipélago das Bahamas. Tem uma área de 8,49 km2 e é desabitada. É um importante habitat natural para aves marinhas e tartarugas-verdes. É uma área protegida integrada no Parque Nacional Marítimo e Terrestre das Bahamas. 
Foi considerada por R.T. Gould em 1943 como a possível Guanahani, a ilha a que chegou Cristóvão Colombo em 12 de outubro de 1492.